# Machbase
Machbase(마크베이스)는 C로 작성된 최소한의 공간을 차지하는 세계에서 가장 빠른 시계열 데이터베이스로, Raspberry Pi와 같이 리소스가 제한된 소규모 서버부터 수평적으로 확장되는 클러스터에 이르기까지 확장성이 필요한 환경에 이상적인 솔루션이다. 주로 IoT 및 IIoT 분야에서 활용되며, 실시간 데이터 수집, 저장 및 분석을 지원하여 산업 및 사업 분야에서 중요한 통찰력을 제공한다.
2020년에 데이터베이스 성능 공식 지표인  TPCx-IoT 분야 국제표준 DB 등재 및 세계1위 성능 달성하였고 2023년에는 초당 570만 IoTps로 5년 연속 세계 1위를 유지하고 있다.
Machbase 시계열 데이터베이스 제품은 Neo Edition과 Cluster Edition으로 나뉘어져 공급된다. Neo  Edition은 오픈소스 구조의 통합형 데이터베이스로서 단일 서버에서 MQTT, SSH, HTTP 등의 기능을 통합하여 제공되는 신개념의 제품이다. 그리고, Cluster Edition은 수평 확장성을 제공하는 제품으로서 주로 고가용성이 필수인 의료, 보험, 발전 분야에서 활용된다.

## 기술 개요
Machbase 엔진은 모두 C로 작성되었다. 이런 이유로 매우 빠른 수행 성능을 가지고 있으며, 데이터 처리를 위한 CPU 및 메모리 사용량이 매우 효율적이다. 특히, 폭발적으로 발생하는 IoT 데이터를 실시간으로 처리하기 위한 혁신적인 다차원 인덱스 구조를 발명하였으며, 이는 마크베이스 성능의 핵심으로서 동작하고 있다.
이러한 성능과 리소스 효율의 특성 때문에 소규모의 에지 장비를 위한 고속의 데이터베이스로 활용되고 있으며, 에지 컴퓨팅의 핵심 데이터 처리 엔진으로 활용된다.

## 고객
주로 제조업 및 IT 영역에서 활용하고 있으며, 대표적으로 조선, 음료, 자동차, 보험, 공작 기계 설비, 발전, 에너지 등의 고객들이 맞닥뜨리게 있는 대용량의 IoT 데이터 문제를 해결하는 데 활용된다.

## 라이센스
마크베이스는 이중 라이센스 정책을 실시한다. 연구 및 실험 목적으로 사용하는 것은 Apache 라이선스에 따른다. 상업적 목적으로 사용하는것은 마크베이스의 상업정책에 따른다.